# Félicia Ballanger
Félicia Ballanger (La Roche-sur-Yon, França, 1971) és una ciclista francesa, ja retirada, guanyadora de tres medalles olímpiques d'or.

## Biografia
Va néixer el 12 de juny de 1971 a la ciutat de La Roche-sur-Yon, població situada al departament de Vendée (País del Loira).

## Carrera esportiva
Va participar, als 21 anys, en els Jocs Olímpics d'Estiu de 1992 celebrats a Barcelona (Catalunya), on va aconseguir finalitzar quarta en la prova femenina de velocitat individual, aconseguint així una medalla d'or. En els Jocs Olímpics d'Estiu de 1996 realitzats a Atlanta (Estats Units) va aconseguir guanyar la medalla d'or en aquesta prova, un metall que revalidà en els Jocs Olímpics d'Estiu de 2000 realitzats a Sydney (Austràlia). En aquests mateixos Jocs aconseguí guanyar una altra medalla d'or en la prova de contrarellotge 500 metres.
Al llarg de la seva carrera ha aconseguit onze medalles en el Campionat del Món de ciclisme en pista, entre elles deu medalles d'or.
El 2001 es convertí en vicepresidenta de la Federació Francesa de ciclisme.

## Palmarès
- 1988
  -  Campiona del món júnior en Velocitat
- 1991
  -  Campiona de França en velocitat
  - 1a al Gran Premi de París en velocitat
- 1992
  -  Campiona de França en velocitat
- 1994
  -  Campiona de França en velocitat
- 1995
  -  Campiona del Món de velocitat individual
  -  Campiona del Món de 500 metres contrarellotge
  -  Campiona de França en velocitat
  -  Campiona de França en 500 metres contrarellotge
- 1996
  -  Medalla d'or als Jocs Olímpics d'Atlanta en Velocitat individual
  -  Campiona del Món de velocitat individual
  -  Campiona del Món de 500 metres contrarellotge
  -  Campiona de França en velocitat
  -  Campiona de França en 500 metres contrarellotge
- 1997
  -  Campiona del Món de velocitat individual
  -  Campiona del Món de 500 metres contrarellotge
  -  Campiona de França en velocitat
  -  Campiona de França en 500 metres contrarellotge
- 1998
  -  Campiona del Món de velocitat individual
  -  Campiona del Món de 500 metres contrarellotge
  -  Campiona de França en velocitat
  -  Campiona de França en 500 metres contrarellotge
- 1999
  -  Campiona del Món de velocitat individual
  -  Campiona del Món de 500 metres contrarellotge
  -  Campiona de França en velocitat
  -  Campiona de França en 500 metres contrarellotge
- 2000
  -  Medalla d'or als Jocs Olímpics de Sydney en Velocitat individual
  -  Medalla d'or als Jocs Olímpics de Sydney en 500 metres contrarellotge
  -  Campiona de França en velocitat
  -  Campiona de França en 500 metres contrarellotge

### Resultats a laCopa del Món
- 1993
  - 1a a Hyères, en 500 m
- 1994
  - 1a a Copenhaguen, Hyères i Colorado Springs, en 500 m
  - 1a a Bassano del Grappa i Hyères, en Velocitat
- 1995
  - 1a a Atenes, Cottbus, Adelaida i Manchester, en 500 m
  - 1a a Manchester, en Velocitat
- 1996
  - 1a a Atenes i Cottbus, en 500 m
  - 1a a Busto Garolfo, Atenes i Cottbus, en Velocitat
- 1997
  - 1a a Cali, Fiorenzuola d'Arda Atenes, en 500 m
  - 1a a Atenes, en Velocitat
- 1998
  - 1a a Berlín i Hyères, en 500 m
  - 1a a Berlín i Hyères, en Velocitat
- 1999
  - 1a a la Classificació general i a les proves de Frisco, València i Fiorenzuola d'Arda, en Velocitat
  - 1a a Frisco i València, en 500 m
- 2000
  - 1a a Torí, en 500 m
  - 1a a Torí, en Velocitat